# Answer (álbum de Angela Aki)
Answer es el cuarto álbum de estudio de Angela Aki, aunque el tercero en Japón. Se puso a la venta el 25 de febrero de 2009, y se presenta en dos versiones, una con el CD solamente, y otra versión limitada con un DVD extra.
Además del sencillo que ha aparecido hasta el momento de su puesta a la venta, 手紙 ～拝啓 十五の君へ～ - Tegami ～Haikei Jyugo no kimi e～, incluye la versión de la canción "Knockin' On Heaven's Door" que se usa en la banda sonora de la película japonesa "Heaven's Door", y que se ha usado como sencillo promocional del álbum, con dos videoclips, el estándar que es una grabación de la canción en directo en su último concierto en Budokan, y el de la versión de la película, con imágenes de la misma. También para promocionarlo se usó el "Video especial de graduación" de la canción Tegami, que se incluye en el DVD del álbum, y que es una nueva versión de la canción, con una introducción nueva y un coro de chicas acompañando a Angela.
Incluye una canción en colaboración con Ben Folds, "Black Glasses", de la cual él incluirá otra versión en un álbum recopilatorio propio que se pone a la venta el mismo día que Answer, en Japón, y canción con la que él promocionaría su álbum con un videoclip de la grabación de la misma. Además de una nueva versión de la canción "We`re all alone", de Bob Scaggs, la cual ya versionó en su primer miniálbum indies, One.

## Lista de canciones del CD
1.- 手紙 ～拝啓 十五の君へ～ - Tegami ～Haikei Jyugo no kimi e～ (5:12)
2.- Knockin' On Heaven's Door (Cover de Bob Dylan) (5:00)
3.- Answer (4:32)
4.- Somebody Stop Me (4:13)
5.- ダリア - Dahlia (7:37)
6.- Final Destination (4:39)
7.- Our Story (4:20)
8.- 黄昏 - Tasogare (5:15)
9.- We're All Alone (Cover de Bob Scaggs) (4:32)
10.- リフレクション - Reflection (4:14)
11.- レクイエム - Requiem (10:36)
12.- Black Glasses (colaboración con Ben Folds) (3:43)
13.- ファイター - Fighter (5:32)

## Lista de canciones del DVD
1.- 手紙 ~拝啓 十五の君へ~ 卒業 (Video especial de graduación)
2.- NHKみんなのうた 「手紙 ~拝啓 十五の君へ~」(Video animado de Minna no Uta)
3.- 手紙 ~拝啓 十五の君へ~ (versión karaoke)
4.- 手紙 ~拝啓 十五の君へ~ PV

## Posiciones en las listas de Oricon
En su primera semana ha vendido 74.068 copias, alcanzando el primer puesto en las listas de ventas de Oricon, igualando así su primer número uno, el cual lo consiguió con su segundo álbum, Today. Aun así, es su álbum más pobre en cuanto a ventas se refiere en la primera semana. En total ha vendido hasta la fecha 158.127 copias.
| Lun | Mar | Mie | Jue | Vie | Sab | Dom | Puesto semanal | Ventas |
| --- | --- | --- | --- | --- | --- | --- | -------------- | ------ |
| **  | **  | 2   | 1   | 1   | 1   | 1   | 1              | 74.068 |
| 2   | 1   | 12  | 8   | 7   | 6   | 5   | 7              | 27.853 |
| 4   | 5   | 12  | 9   | 8   | 10  | 8   | 9              | 14.452 |
| 8   | 9   | 34  | 32  | 19  | 16  | 13  | 21             | 7.898  |
| 13  | 16  | 44  | 34  | 29  | 21  | 13  | 23             | 7.466  |
| 16  | 16  | 23  | 23  | 22  | 21  | 13  | 20             | 5.184  |
| 17  | 15  | 30  | 23  | 25  | 21  | 18  | 18             | 3.822  |
| 18  | 20  | 37  | 45  | 32  | 34  | 34  | 34             | 2.689  |
| 26  | 31  | -   | -   | -   | -   | 36  | 54             | 2.310  |
| 34  | 38  | -   | -   | -   | 41  | 40  | 50             | 2.063  |
| 46  | 40  | 44  | 39  | 47  | 45  | 36  | 46             | 2.198  |
| 44  | -   | -   | -   | -   | -   | -   | 81             | 1.315  |
| -   | -   | -   | -   | -   | -   | -   | 104            | 1.146  |
| -   | -   | -   | -   | -   | -   | -   | 127            | 1.073  |
| -   | -   | -   | -   | -   | -   | -   | 120            | 940    |
| -   | -   | -   | -   | -   | -   | -   | 137            | 813    |
| -   | -   | -   | -   | -   | -   | -   | 131            | 816    |
| -   | -   | -   | -   | -   | -   | -   | 211            | 754    |
| -   | -   | -   | -   | -   | -   | -   | 216            | 666    |
| -   | -   | -   | -   | -   | -   | -   | 229            | 601    |

Ventas totales hasta el momento: 158.127*